# Versonnex, Haute-Savoie
Versonnex là một xã trong tỉnh Haute-Savoie thuộc vùng Auvergne-Rhône-Alpes đông nam Pháp.